# Championnat de Hong Kong de football 2023-2024
Navigation
Saison précédente Saison suivante
La saison 2023-2024 de Premier League de Hong Kong  (aussi connu sous le nom de BOC Life Hong Kong Premier League pour des raisons de sponsoring) est la dixième saison du Championnat de Hong Kong de football, la division supérieure de football à Hong Kong.
Le club Kitchee SC est le tenant du titre.

## Déroulement de la saison
Un total de 11 équipes dispute le championnat, avec l'arrivée d'une nouvelle équipe North District FC qui sera renommée Crownity North District FC.
Le champion et le vainqueur de la Coupe de Hong-Kong sont qualifiés pour la Ligue des champions 2 de l'AFC 2024-2025.
En fin de saison, Lee Man FC termine à la première place en étant invaincu et remporte son 1er titre de champion de Hong Kong.

## Compétition
Le barème de points servant à établir les classements se décompose ainsi :
- Victoire : 3 points
- Match nul : 1 point
- Défaite : 0 point

### Classement
| Rang | Équipe                       | Pts | J  | G  | N | P  | Bp | Bc | Diff |
| ---- | ---------------------------- | --- | -- | -- | - | -- | -- | -- | ---- |
| 1    | Lee Man FC                   | 54  | 20 | 17 | 3 | 0  | 63 | 16 | +47  |
| 2    | Tai Po FC                    | 46  | 20 | 14 | 4 | 2  | 41 | 12 | +29  |
| 3    | Eastern Sports Club C        | 46  | 20 | 14 | 4 | 2  | 47 | 11 | +36  |
| 4    | Kitchee SCT                  | 45  | 20 | 14 | 3 | 3  | 60 | 15 | +45  |
| 5    | Southern District FC         | 34  | 20 | 10 | 4 | 6  | 38 | 18 | +20  |
| 6    | HK Rangers FC                | 24  | 20 | 8  | 0 | 12 | 41 | 34 | +7   |
| 7    | Hong Kong FC                 | 18  | 20 | 5  | 3 | 12 | 16 | 49 | -33  |
| 8    | Crownity North District FC P | 18  | 20 | 5  | 3 | 12 | 27 | 43 | -16  |
| 9    | Sham Shui Po SA              | 12  | 20 | 3  | 3 | 14 | 18 | 52 | -34  |
| 10   | HK U23                       | 9   | 20 | 2  | 3 | 15 | 12 | 71 | -59  |
| 11   | Resources Capital FC         | 7   | 20 | 1  | 4 | 15 | 13 | 55 | -42  |

|  | Qualification pour la Ligue des champions 2 de l'AFC 2024-2025                  |
|  | Relégation                                                                      |
|  | T : Tenant du titre C : Vainqueur de la Coupe de Hong-Kong P : Club promu de D2 |

- En fin de saison, Sham Shui Po SA et Resources Capital FC  demandent la relégation et HK U23 arrête son activité.
- Eastern Sports Club est qualifié pour la Ligue des champions 2 de l'AFC 2024-2025 en tant que vainqueur de la Coupe de Hong-Kong[2].

## Bilan de la saison
| Championnat de Hong Kong de football 2023-2024 |                      |
| Champion                                       | Lee Man (1er titre)  |
| Coupes et trophées                             |                      |
| Vainqueur de la Coupe de Hong Kong 2023-2024   | Eastern Sports Club  |
| Qualifications continentales                   |                      |
| Ligue des champions 2 de l'AFC 2024-2025       | Lee Man              |
| Ligue des champions 2 de l'AFC 2024-2025       | Eastern Sports Club  |
| Promotions et relégations                      |                      |
| Promus en Hong Kong Premier League             | Kowloon City         |
| Relégués en First Division                     | Sham Shui Po SA      |
| Relégués en First Division                     | Resources Capital FC |
| Relégués en First Division                     | HK U23 dissolution   |